# Pilang (Kanor)
Pilang is een bestuurslaag in het regentschap Bojonegoro van de provincie Oost-Java, Indonesië. Pilang telt 1621 inwoners (volkstelling 2010).